# Lamar (Teksas)
Lamar – jednostka osadnicza w Stanach Zjednoczonych, w stanie Teksas, w hrabstwie Aransas.